# Um Filme 100% Brasileiro
Um Filme 100% Brasileiro é um filme brasileiro de 1985, do gênero drama, dirigido e escrito por José Sette. Foi baseado no livro Etc., etc., um livro 100 por cento brasileiro do poeta suíço Blaise Cendrars.

## Elenco
- Odete Lara
- Paulo César Pereio
- Guará Rodrigues
- Maria Gladys
- Wilson Grey
- Alvaro Apocalipse
- Ronaldo Brandão
- Luiza Clotilde
- Ana Maria Donnard
- Cida Falabella